# Cnephasia zangheriana
Cnephasia zangheriana is een vlinder uit de familie bladrollers (Tortricidae). De wetenschappelijke naam is voor het eerst geldig gepubliceerd in 1991 door Trematerra.
De soort komt voor in Europa.